# Murray (řeka)
Murray (anglicky Murray River) je největší řeka v Austrálii. Tvoří hranici států Nový Jižní Wales a Victoria a protéká státem Jižní Austrálie. Je dlouhá 2570 km. Od pramenů Darlingu to je 3750 km. Povodí má rozlohu 1 160 000 km².

## Průběh toku
Pramení na západních svazích Sněžných hor v Australských Alpách. Protéká převážně přes suchou rovinu, která je největší zemědělskou oblastí Austrálie. Hlavními přítoky jsou Darling a Murrumbidgee zprava. Ústí do jezera Alexandrina, které je oddělené od Indického oceánu umělým valem, který chrání jezero před zasolováním.
Podél řeky na území v okolí města Mildura se nachází Biosférická rezervace Barkindji (Barkindji Biosphere Reserve).

## Vodní režim
Zdroj vody je sněhový a dešťový. Na jaře a v létě v období dešťů úroveň hladiny vody stoupá. Naopak v období sucha v zimě většina přítoků vysychá a nedotékají do Murraye, která se pak stává mělkou. Průměrný roční průtok vody činí 470 m³/s. Celkem řekou za rok proteče 14,8 km³ vody.

## Využití
Vodní doprava lodí s malým ponorem může probíhat až do města Albury. Existence valu v ústí brání spojení s mořskými přístavy. Voda se také využívá na zavlažování. Na řece a jejich přítocích byly vybudovány přehrady (Ildon, Hume s vodní elektrárnou, Victoria). Je zde také rozvinuté rybářství a v přehradách chov ryb. Ve Sněžných horách byl vybudován hydrotechnický komplex, pomocí kterého je přes rozvodí přes Australské Alpy přiváděna voda ze Sněžné řeky a jejich přítoků. Slouží k zavlažování a zisku vodní energie.